# Nordkoreas kvindefodboldlandshold
Nordkoreas kvindefodboldlandshold, er det kvindelige fodboldlandshold der er baseret i Nordkorea. Kvindelandsholdet ligger nummer 11 på FIFA’s verdensrangliste over bedste kvindelandshold. Holdets hjemmebanetrøje er rød, og deres udebanetrøje er hvid.
Landsholdets hidtil største sejr blev spillet i Hong Kong, den 21. juni 2001, da holdet vandt 24-0 over Singapore.
Landsholdet har vundet Asienmesterskabet, 3 gange, i 2001, i 2003 og i 2008.